# Muay Lert Rit
Muay Lert Rit (มวย Muay: pugilato, lotta; เลิศ  lert: eccellente, supremo; ฤทธิ์  rit: forza formidabile, potenza colossale) è il nome generico dell’insieme dei principi e delle tecniche di combattimento impiegate dai militari siamesi per secoli sui campi di battaglia del Sud-Est asiatico. Questa forma di Muay è stata usata principalmente dagli appartenenti ai reparti speciali dell’Esercito Reale del Siam (Kongthap Luang), in particolare Guardie del Palazzo, Corpi di Difesa della Capitale, Corpi addetti alla difesa degli elefanti da combattimento, Reparti Speciali della Fanteria. Sotto il profilo tecnico, il Lert Rit Siamese si basava su una stretta combinazione tra l’uso delle Nove Armi naturali (Nawarthawooth) cioè mani, gambe, ginocchia, gomiti e testa per attaccare e difendersi alla corta distanza e le 4 strategie ancestrali utilizzate dai reparti speciali: Tum (scagliare a terra), Tap (schiacciare), Chap (afferrare), Hak (spezzare le articolazioni). Il sistema è stato ristrutturato in tempi moderni dal Maestro Marco De Cesaris, fondatore dell’IMBA (International Muay Boran Academy): l’intero bagaglio tecnico tradizionale è stato sistematizzato e attualizzato per un uso non esclusivamente militare. Attualmente il Muay Lert Rit è un’arte marziale tradizionale completa, basata sui precetti ancestrali dei guerrieri del Siam e adattata alle esigenze di autodifesa dei moderni praticanti, indipendentemente dalle loro caratteristiche fisiche e dalle condizioni esterne in cui le tecniche vengono applicate.

## Caratteristiche tecniche
La strategia di combattimento del Lert Rit si basa sull’impiego di colpi portati a distanza ravvicinata con le mani (principalmente con la base del palmo e il bordo esterno della mano), con le gambe (impiegando il tallone, la tibia e la punta della scarpa), con le ginocchia, con i gomiti e con la testa. Il praticante viene addestrato ad atterrare rapidamente l’avversario subito dopo averlo colpito, per poterlo neutralizzare o controllare con maggiore facilità. Lo studio dei punti vitali è approfondito fin dalle prime lezioni per mettere l’allievo in condizione di attaccare con maggior efficacia e per imparare a proteggere le proprie aree sensibili con rapidi movimenti difensivi. Gli allenamenti sono strutturati per addestrare i praticanti ad attaccare con grande potenza dalla corta distanza utilizzando le Armi Naturali e prevedono anche sessioni di condizionamento osseo, muscolare e tendineo finalizzate a rendere il corpo più forte e resistente. La lotta corpo a corpo in stile tailandese (Muay Pram) è la base dell’addestramento al confronto a corto raggio, con un compagno “non consenziente”: infatti, nel corso delle sessioni di corpo a corpo, gli allievi imparano ad afferrare, colpire, atterrare e finalizzare gli avversari, ricreando in condizioni controllate la tensione psicofisica che si genera in scenari reali di aggressione.